# Modes de la càmera digital

Rodeta genèrica dels modes en càmeres digitals que mostra els modes més comuns. (Les rodetes de mode poden variar; per exemple les càmeres compactes rarament tenen modes manuals). Modes manuals: Manual (M), Automàtic programat (P), prioritat de la Velocitat d'Obturació (S), prioritat del Diafragma (A). Modes automàtics : Automàtic, Acció, Retrat, retrat de Nit, Paisatge, Macro.

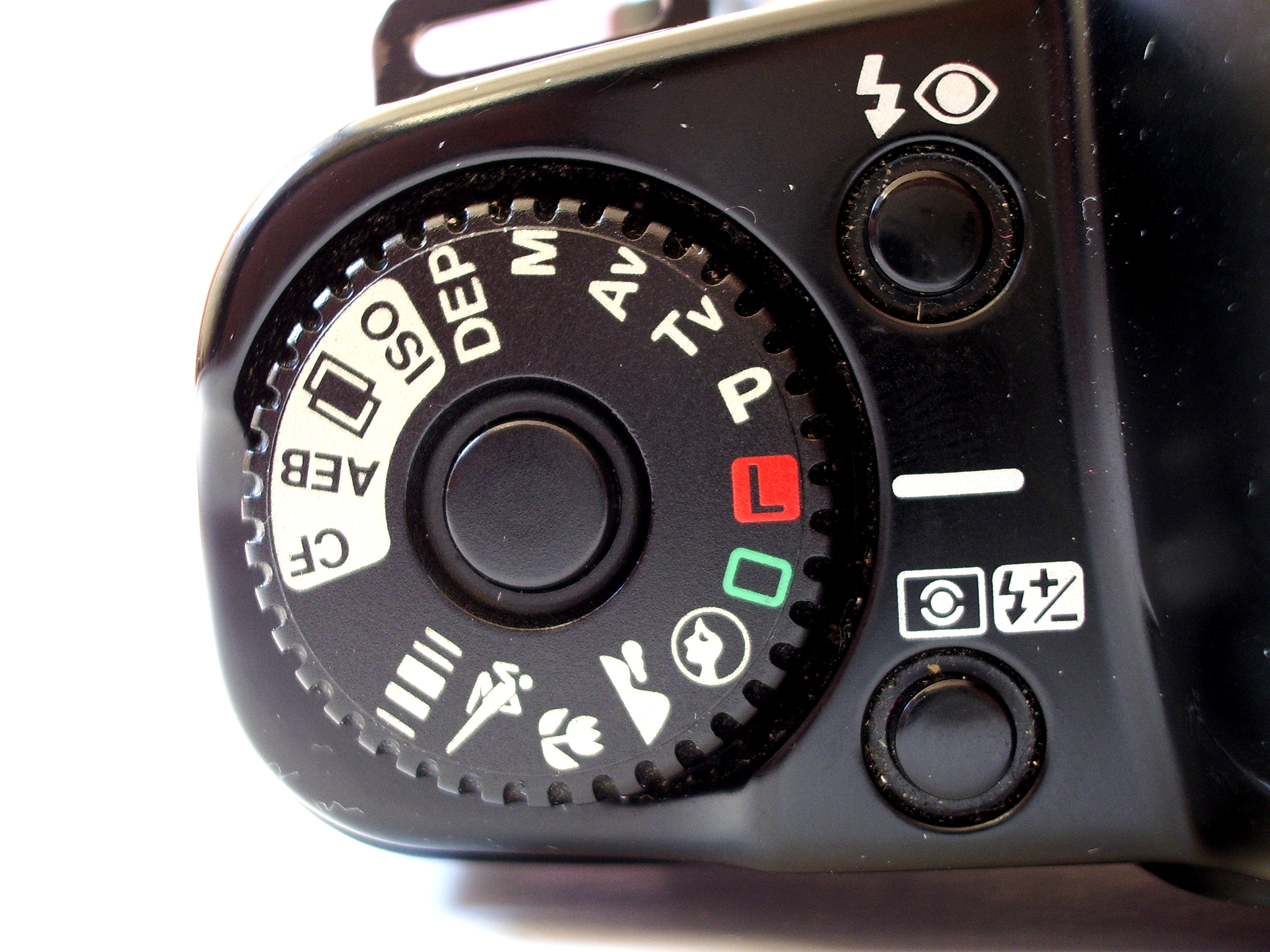
Una rodeta amb més modes

La majoria de càmeres digitals disposen d'un nombre determinat de modes de càmera digital amb un ús determinat per a diverses situacions. Les càmeres DSLR professionals proporcionen diversos modes manuals; les càmeres compactes emfasitzen els modes automàtics; i les càmeres d'aficionat sovint tenen una varietat àmplia d'ambdós modes manuals i automàtics.

## Modes manuals
Els modes manuals permeten al fotògraf tenir un control absolut sobre els diversos paràmetres a l'hora de capturar una fotografia. Hi ha tres paràmetres d'exposició –el diafragma, la velocitat d'obturació, i la sensibilitat de imatge (ISO). Hi ha moltes combinacions que resulten en la mateixa exposició fotogràfica (per exemple, reduint el diafragma alhora que s'augmenta la velocitat d'obturació o la sensibilitat de la imatge); a més, hi hi ha diversos algoritmes possibles per a escollir automàticament entre aquests.
Molt sovint, l'ISO és un pràmetre considerat per separat, ja que pot ser configurat manualment o automàticament independentment del mode, per tant, el diafragma i la velocitat d'obturació (també anomenat temps d'exposició) configuren els dos paràmetres principals d'una càmera digital. 
Els quatre modes principals, són sovint abreujats amb les sigles "PASM":
- P: Automàtic programat, mode en el qual la càmera calcula automàticament el diafragma i el temps d'exposició (l'ISO o sensibilitat de la imatge poden ser configurats manualment o amb l'opció automàtica Auto ISO). Les càmeres d'alta gamma ofereixen un control manual parcial per a canviar els valors configurats automàticament (augmentant el diafragma i reduint el temps d'exposició de la imatge, o al revés). La diferència entre el mode de Automàtic programat i el mode Automàtic és que dins mode de Automàtic programat, només l'exposició de la imatge és automàtica, mentre que els altres paràmetres de la càmera (per exemple: el flaix o la compensació de l'exposició) poden ser configurats manualment; en canvi, en el mode Automàtic totes les configuracions de la càmera són escollides automàticament.
- A o Av: preferència del Diafragma, mode el qual permet la regulació manual del diafragma, i per tant, la velocitat de d'obturació és calculada per la càmera segons exposició rebuda (la sensibilitat d'imatge o ISO pot ser configurada manualment o automàticament).
- S o Tv: prioritat de la Velocitat d'Obturació, mode que habilita el control manual de la velocitat d'obturació, en conseqüència, el diafragma és calculat per la càmera segons exposició de la situació (la sensibilitat d'imatge o ISO pot ser configurada manualment o automàticament).
- M: Manual, mode en el que tant la velocitat d'obturació com el diafragma són configurats manualment i independentment, juntament amb l'ISO o sensibilitat de la imatge.

L'exposició de la imatge és controlada en cadascun dels modes esmentats amb un paràmetre independent per: 
- Ev: compensació de l'Exposició, aquest mode permet un augment o reducció de la compensació de l'exposició de la imatge amb l'objectiu d'aconseguir que el resultat final sigui més clar o més fosc.

Altres modes manuals menys comuns són:
- Sv: prioritat de la Sensibilitat de la imatge o prioritat de l'ISO, aquest mode permet controlar lliurement el valor d'ISO, mentre que el diafragma i la velocitat d'obturació són calculats automàticament per la càmera. Aquest mode es pot trobar en algunes càmeres Pentax; a moltes càmeres (com Cànon i Nikon) no es tracta d'un mode independent i individual sinó d'una funcionalitat integrada al mode Automàtic Programat o Programa (modificant l'ISO manualment).
- TAv: algunes càmeres Pentax com el model Pentax K-50 tenen aquest mode per a canviar la llum ràpidament utilitzant el diafragma més obert i l'ISO més baix, canviant-lo contínuament entre els valors de 1,000 i 3,200. Algunes marques de càmeres inclouen aquesta funció dins la selecció automàtica de l'ISO en el mode Manual.[1][2]
- DEP: DEP (Profunditat de camp), aquesty mode permet, en algunes càmeres Cànon, seleccionar automàticament el diafragma amb l'objectiu d'aconseguir la profunditat de camp desitjada.[3]
- Un-DEP: algunes càmeres Cànon també ofereixen el mode Un-DEP (Profunditat de camp automàtica) el qual selecciona la profunditat de camp i l'enfocament en l'acció de disparar la fotografia. Tanmateix, això requereix alinear tant els objectes més propers i com els més llunyans alhora, el qual pot ser difícil.

En alguns casos hi ha paràmetres que tenen configuracions diferents segons el model de càmera (com és el cas de l'ISO Automàtic). Per exemple, les càmeres Nikon permeten al fotògraf determinat els valors màxims i mínims de les sensibilitats d'ISO, a més de la velocitat més lenta utilitzada en el mode Automàtic. A més en les càmeres Canon seleccionen una franja fixa de valors ISO en el mode d'ISO Automàtic (400-800), en canvi, en les càmeres Nikon el mode d'ISO Automàtic es manté en el nivell més baix possible fins que el fotògraf configura la velocitat d'obturació desitjada, i és llavors quan l'ISO s'incrementa fins al seu valor màxim.
Les funcions superiors són independents dels mètodes d'estabilització i d'enfocament. 

## Modes automàtics
En els modes automàtics la càmera determina tots els aspectes de l'exposició, escollint els paràmetres d'exposició segons l'objectiu d'aconseguir una exposició correcta, incloent el diafragma, enfocant, mesurant la llum, equilibrant la sensibilitat. Per exemple, dins del mode retrat, la càmera utilitzaria un diafragma més baix per a desenfocar el fons, i buscaria enfocar una cara humana per sobre d'un altre contingut d'imatge. En les mateixes condicions de llum, un diafragma més reduït seria utilitzat per a fotografiar un paisatge, i el reconeixement facial no seria necessari per enfocar.
Algunes càmeres tenen desenes de modes. Moltes càmeres no exposen exactament la funció dels seus modes; per a tenir el domini perfecte d'una càmera l'usuari ha d'experimentar amb els modes.
En general es poden trobar els següents modes automàtics (alguns tan sols són presents en models de càmeres determinats):
- Els modes d'esports i acció incrementen l'ISO i utilitzen una velocitat d'obturació molt ràpida per capturar l'acció concreta.
- Els modes de paisatge utilitzen un diafragma de valor baix per obtenir més profunditat de camp. El flaix pot ser desactivat.
- El mode text incrementa l'agudesa en detalls de la càmera per permetre fotografiar texts.
- El mode de retrat obre el diafragma per desenfocar el fons de la imatge. La càmera pot reconèixer rostres i enfocar-los.
- El mode nocturn nit allarga el temps d'exposició amb l'objectiu de captar els detalls del fons, juntament amb l'ús del flaix per il·luminar objectes propers.
- El mode de focs artificials, utilitzat en trípodes, fa ús d'una llarga exposició (al voltant de quatre segons).
- El mode d'aigua, depenent de la càmera pot canviar la configuració de dues maneres: pot o bé obrir el diafragma i incrementar el temps d'obturació per captar instants determinats; o bé pujar el valor del diafragma i abaixar el temps d'exposició per captar el recorregut de l'aigua.
- El mode de neu compensa la deformació provocada per la llum clara de la neu blanca incrementant l'exposició amb l'objectiu de fotografiar individus.
- El mode de llum natural acostumen a obrir molt el diafragma i incrementar l'ISO per evitar l'ús del flaix i aprofitar la llum natural.
- Els modes d'alta sensibilitat utilitzen valors d'ISO molt elevats tot i que amb resolucions més baixes per fer front al soroll.
- Els modes macro tendeixen a enfocar el subjecte més proper a la càmera. A més, poden reduir el diafragma i restringir la càmera a un angle ampli en un intent d'ampliar la profunditat de camp (per incloure objectes més propers): aquesta última manera de funcionar sovint es coneix com a Super Macro.
- Mode de pel·lícula permet a una càmera quieta disparar fotografies mogudes.
- El mode escena (en càmeres Cànon) utilitza la detecció de rostre per disparar la fotografia quan el subjecte somriu, pica l'ullet o un altre subjecte apareix a escena.
- Els modes de posta de sol milloren els colors càlids que acostumen a aparèixer en aquests fenòmens.
- El mode crepuscle, trobat a les Nikon compactes, realcen els colors blaus dels crepuscles, així com apugen els valors d'ISO per compensar el baix nivell de llum.
- Els modes de platja realcen colors blaus, propis del mar i del cel, a més d'evitar la sobrexposició que pot provocar la llum directa del sol.
- El mode de cel estrellat, present en les càmeres Panasonic compactes i en les càmeres de pont, proporciona una gran velocitat d'obturació (fins a 60 segons) per capturar trajectes d'estrelles així com altres fenòmens que requereixen exposicions molt llargues.
- El mode de fullatge, present en algunes càmeres Cànon, realça els colors verds de vegetació.

## Modes secundaris
A banda dels principals modes que controlen l'exposició, solen haver-hi altres configuracions secundàries comunes a les càmeres digitals; que són les següents.

### Modes de ràfega
Els modes de ràfega (en anglès, shooting modes) acostumen a disparar un gran nombre de fotografies en una successió ràpida. Aquest mode és sovint utilitzat quan una fotografia d'un cas específic és necessitada (p. ex. el final d'una cursa). 

### Modes d'autofocus
Els modes d'autofocus poden, o bé ser activats fins que es troba un subjecte (AF-S, mecanisme sol o individual) o bé estar sempre actius (AF-C, mecanisme continu). El mode de mecanisme sol o individual és especialment utilitzat quan es volen fotografiar subjectes fixes, és a dir, quan un cop trobat l'enfocament, s'ha de quedar fixat. En canvi, el mode de mecanisme continu és utilitzat per subjectes moguts. 
També cal mencionar la distinció entre la prioritat d'enfocamet o la prioritat de disparar més enllà de si la càmera realitzarà la fotografia amb el subjecte enfocat o no. El mode de prioritat d'enfocament, la càmera només farà una fotografia si el subjecte està enfocat, mentre que en la prioritat de disparar, la càmera realitzarà la fotografia sempre que es premi el disparador, independentment de l'enfocament. L'opció de prioritat de disparar és utilitzada específicament per subjectes molt movibles, fet que pot comportar fotografiar subjectes no enfocats.
Cal remarcar que aquests modes de 'prioritat', no s'han de confondre amb els modes d'exposició que utilitzen aquesta mateixa paraula.

### Flaix
Els modes de flaix permeten a l'usuari escollir entre configuracions comunes com "Omplir flaix" que sempre fa ús del flaix, "Auto flaix" que utilitzarà el flaix només en situacions de baixa llum, "reducció d'ulls vermells" que pot disparar el flaix abans de realitzar la fotografia per contraure les pupil·les del subjecte i reduir els ulls vermells, o bé el "Flaix off" que no utilitzarà mai el flaix.
El flaix pot tenir la seva pròpia compensació d'exposició que permet al fotògraf ajustar l'exposició del primer pla (il·luminat pel flaix) i el fons (no il·luminat pel flaix). 

### Altres modes
- Tot i que de vegades és utilitzat com a mode de paisatge, els modes macro sovint no utilitzen els modes d'escena, sinó que acostumen a canviar l'àrea d'enfocament i res més.
- Algunes càmeres proporcionen opcions d'afinar paràmetres com l'agudesa i la saturació, els quals poden ser referits dins d'apartats com "Estils" o "Pel·lícules".
- Algunes càmeres proporcionen modes per alterar els colors de la imatge, és a dir, per fer fotografies amb blanc i negre, tons sèpia o colors específics.